# 13-та важка бомбардувальна авіаційна дивізія (Україна)
13-та гвардійська Дніпропетровсько-Будапештська ордена Суворова II важка бомбардувально-авіаційна дивізія — військове формування Повітряних сил України, що існувало у 1992—2000 роках. 

## Історія
З розпадом Союзу РСР 13-та гв. тбад, у складі якої до 1991 р. залишався всього один 185-й гвардійський Кіровоградсько-Будапештський Червонопрапорний важкий бомбардувальний авіаційний полк (18 Ту-22МЗ, 6 Ту-16П), поповнилася, "повернутим" назад 184-м гв. тбап, а також 260-м тбап зі складу 22-ї гв. тбад, управління якої знаходилося в Білорусі, у Бобруйську. Розформування управління 13-ї гв. тбад було здійснене в травні 2000 р.
У травні 2000 р. у зв’язку з реформуванням ВПС України було розпочате розформування авіаз’єднання. У 2001 році 13 гв. ВБАД була розформована, на базі управління дивізії була сформована 35-та авіаційна група — авіаційна група (оперативного призначення), зі штабом у Полтаві. В авіагрупу увійшов 185-й гв. ВБАП (Ту-22М3).

## Склад
- 184-й важкий бомбардувальний авіаційний полк (Україна)
- 185-й гвардійський важкий бомбардувальний авіаполк (Україна)

## Галерея

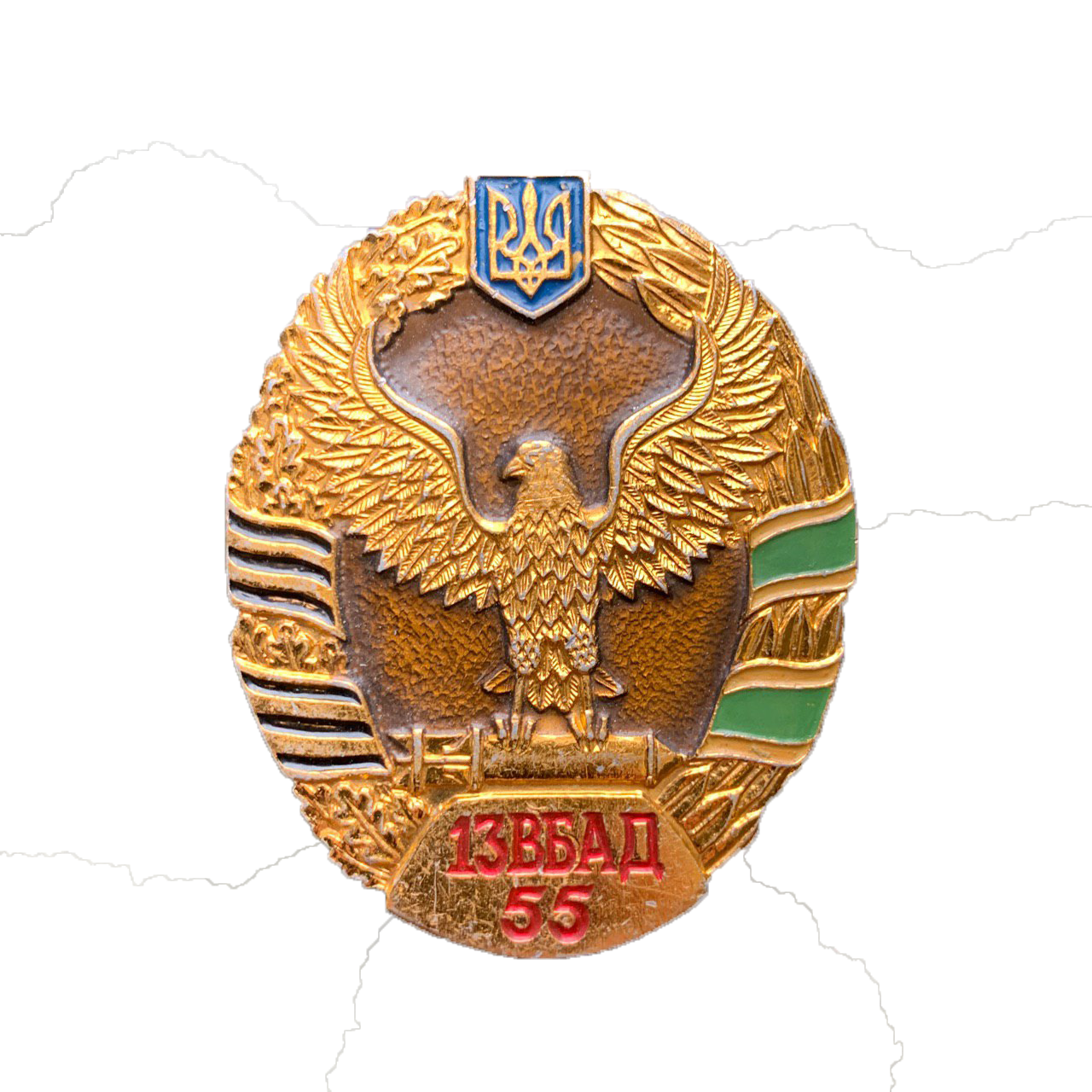
Медаль 55 років 13 ВБАД